# スペースシャトル・エンデバー

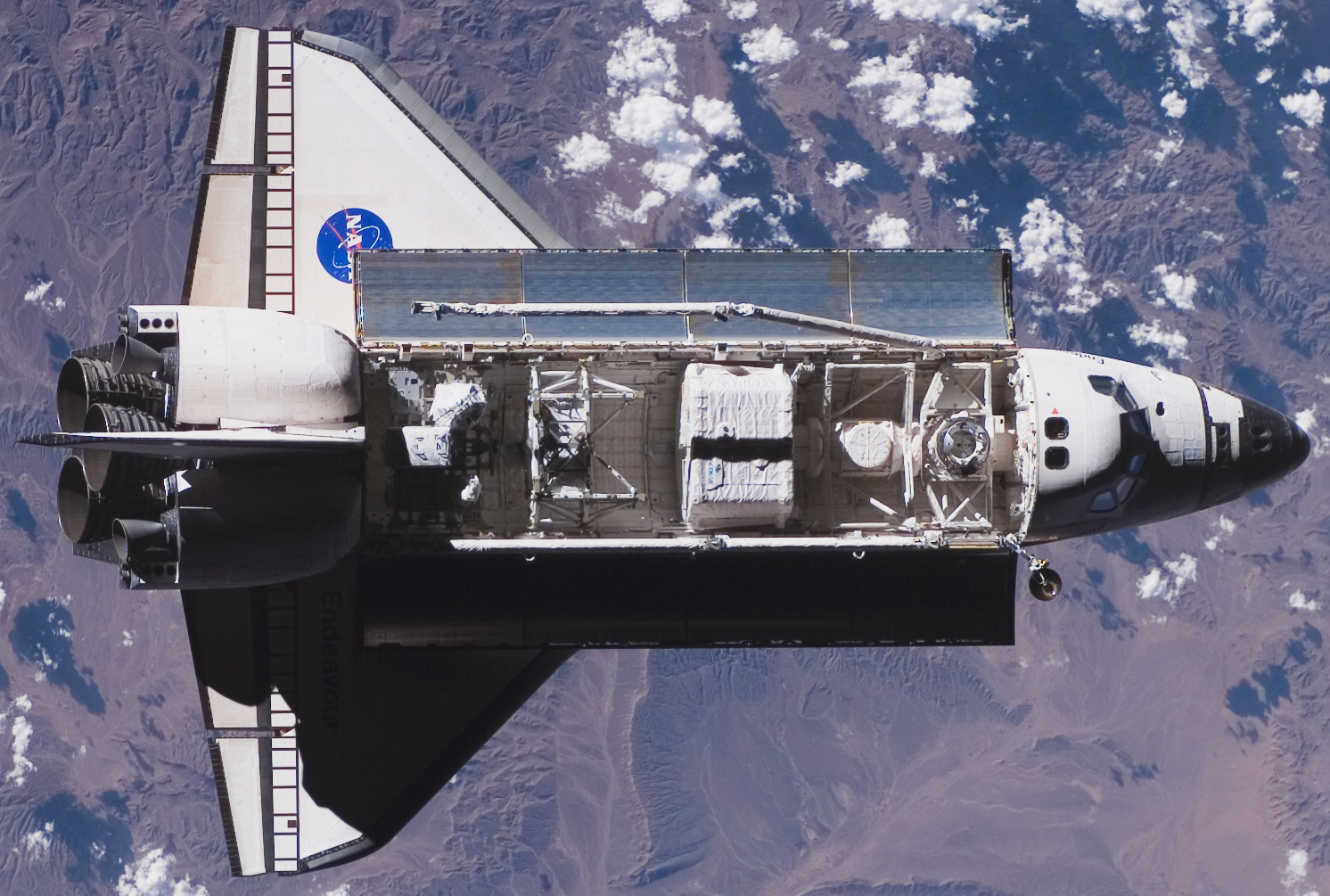
接近するエンデバーを国際宇宙ステーションから撮影(STS-118)

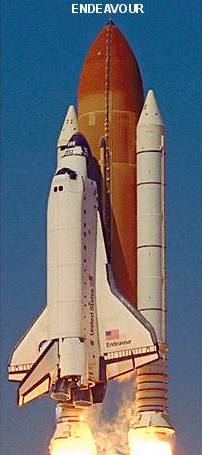

スペースシャトル・エンデバー（英語: Space Shuttle Endeavour, OV-105）は、スペースシャトル・オービター。1986年1月28日に発生したチャレンジャーの爆発事故による機数減少を受け、「エンタープライズを改修するよりも安い」との判断のもと、ストックされていたスペアパーツを用いて製造された機体である。初飛行は1992年5月7日のSTS-49。2011年6月の引退までに計25回の飛行を行った。

## 概要
Endeavour（エンデバー）の名前は、キャプテン・クックの南太平洋探検の第1回航海の帆船 Endeavour（エンデバー号）に由来している。なお、努力という意味はそれぞれイギリス英語: endeavour、アメリカ英語: endeavorとなるが、本船は固有名詞であるクックの船名に由来するイギリス英語: Endeavourが正しい。2007年7月には、NASA自身が作成した射点の横断幕でEndeavorと書いてしまうミスがあり、米国では話題になった。1971年に打ち上げられたアポロ15号の司令船の名称もエンデバー(Endeavour)である。
フィクションではアーサー・C・クラークのSF小説「宇宙のランデヴー」の主役宇宙船の名称もエンデバーだった。2001年宇宙の旅の主役宇宙船ディスカバリーと共にクラークの著書に登場する宇宙船と同じ名前のオービターである。
退役後はロサンゼルスのカリフォルニア科学センターに展示されている。

## 日本人宇宙飛行士とエンデバー
エンデバーは日本人宇宙飛行士の搭乗率が高く、毛利衛はSTS-47とSTS-99、若田光一はSTS-72とSTS-127、土井隆雄はSTS-123でそれぞれエンデバーに搭乗した。また、土井が搭乗したSTS-123では日本初の有人宇宙施設「きぼう」の船内保管室を、若田が搭乗したSTS-127では船外実験プラットフォームを宇宙に運んでいる。
また、作られたばかりのエンデバーをカリフォルニア州パームデールの工場からケネディ宇宙センターに輸送したシャトル輸送機は、元日本航空国内線機材JA8117を購入・改造したN911NA（この時がこの機材の初仕事でもあった）であり、この時点から既に日本と縁のあるオービターであったとも言える。

## 飛行記録
| 打ち上げ日     | 任務名  | 備考                                                                                               |
| -------------- | ------- | -------------------------------------------------------------------------------------------------- |
| 1992年5月7日   | STS-49  | 通信衛星インテルサット6号を捕捉、修理の後、再放出                                                  |
| 1992年9月12日  | STS-47  | スペースラブ実験 SL-Jミッション。毛利衛搭乗（日本人初）                                            |
| 1993年1月13日  | STS-54  | データ中継衛星TDRS-Fを放出                                                                         |
| 1993年6月21日  | STS-57  | SPACEHAB-1。ヨーロッパのEURECA衛星回収。                                                           |
| 1993年12月2日  | STS-61  | ハッブル宇宙望遠鏡の第1回目の修理                                                                  |
| 1994年4月9日   | STS-59  | 地表探査用の宇宙レーダー実験(SRL-01)                                                               |
| 1994年9月30日  | STS-68  | 宇宙レーダー実験(SRL-02)                                                                           |
| 1995年3月30日  | STS-67  | スペースラブ アストロ-2(Astro-2)実験                                                               |
| 1995年9月7日   | STS-69  | Wake Shield Facility (WSF)-2及び他の実験                                                           |
| 1996年1月11日  | STS-72  | 日本の実験衛星Space Flyer Unitの回収                                                               |
| 1996年5月19日  | STS-77  | SPACEHAB-4                                                                                         |
| 1998年1月22日  | STS-89  | 宇宙ステーション ミールへの8回目のドッキングミッション。交代要員移送                               |
| 1998年12月4日  | STS-88  | 国際宇宙ステーションの建設 (2A)、ユニティ取り付け                                                  |
| 2000年2月11日  | STS-99  | 地表探査レーダー実験 (Shuttle Radar Topography Mission)                                            |
| 2000年11月30日 | STS-97  | 国際宇宙ステーションの建設(4A)、P6トラスを運搬                                                     |
| 2001年4月19日  | STS-100 | 国際宇宙ステーションの建設(6A)、カナダアーム2取り付け                                              |
| 2001年12月5日  | STS-108 | 国際宇宙ステーションの補給フライト(UF-1)、交代要員移送                                             |
| 2002年6月5日   | STS-111 | 国際宇宙ステーションの補給フライト(UF-2)、交代要員移送                                             |
| 2002年11月23日 | STS-113 | 国際宇宙ステーションの建設(11A)、P1トラス運搬、交代要員移送                                        |
| 2007年8月8日   | STS-118 | 国際宇宙ステーションの建設(13A.1)、S5トラス運搬                                                    |
| 2008年3月11日  | STS-123 | 国際宇宙ステーションの建設(1J/A)、「きぼう」日本実験棟船内保管室とカナダのSPDM「デクスター」の運搬 |
| 2008年11月14日 | STS-126 | 多目的補給モジュール(MPLM)を使った、装備品の搬入や物資の補給等(ULF-2)                              |
| 2009年7月15日  | STS-127 | 国際宇宙ステーションの建設(2J/A)、「きぼう」船外実験プラットフォームなどの運搬                     |
| 2010年2月8日   | STS-130 | 国際宇宙ステーションの建設(20A)、トランクウィリティーとキューポラの取り付け                        |
| 2011年5月16日  | STS-134 | アルファ磁気分光器とエクスプレス補給キャリアの取り付け 同機の最終ミッション                        |

### これまでに使用された徽章
| これまでにエンデバーの任務で使用された徽章 | これまでにエンデバーの任務で使用された徽章 | これまでにエンデバーの任務で使用された徽章 | これまでにエンデバーの任務で使用された徽章 | これまでにエンデバーの任務で使用された徽章 | これまでにエンデバーの任務で使用された徽章 | これまでにエンデバーの任務で使用された徽章 | これまでにエンデバーの任務で使用された徽章 |
| エンデバー号のフライトミッションの記章     | エンデバー号のフライトミッションの記章     | エンデバー号のフライトミッションの記章     | エンデバー号のフライトミッションの記章     | エンデバー号のフライトミッションの記章     | エンデバー号のフライトミッションの記章     | エンデバー号のフライトミッションの記章     | エンデバー号のフライトミッションの記章     |
| ------------------------------------------ | ------------------------------------------ | ------------------------------------------ | ------------------------------------------ | ------------------------------------------ | ------------------------------------------ | ------------------------------------------ | ------------------------------------------ |
|                                            |                                            |                                            |                                            |                                            |                                            |                                            |                                            |
| STS-49                                     | STS-47                                     | STS-54                                     | STS-57                                     | STS-61                                     | STS-59                                     | STS-68                                     | STS-67                                     |
|                                            |                                            |                                            |                                            |                                            |                                            |                                            |                                            |
| STS-69                                     | STS-72                                     | STS-77                                     | STS-89                                     | STS-88                                     | STS-99                                     | STS-97                                     | STS-100                                    |
|                                            |                                            |                                            |                                            |                                            |                                            |                                            |                                            |
| STS-108                                    | STS-111                                    | STS-113                                    | STS-118                                    | STS-123                                    | STS-126                                    | STS-127                                    | STS-130                                    |
|                                            |                                            |                                            |                                            |                                            |                                            |                                            |                                            |
| STS-134                                    |                                            |                                            |                                            |                                            |                                            |                                            |                                            |

## トヨタ タンドラでの牽引
退役後ロサンゼルスのカリフォルニア科学センターに保管されることになる。2012年10月ロサンゼルス国際空港からカリフォルニア科学センター迄の12マイル（約19キロ）の移動が始まった。しかしシャトル運搬用の4台のロボティックドーリー（全輪操舵/駆動の遠隔操作式台車）とシャトルの合計重量が50万ポンド（約227トン）を超える為、この道中にある橋がこの荷重に耐えられない危険性があった。そのことからタンドラが牽引する際に使用する台車との組み合わせのほうがより軽量だからという判断になった。
2012年10月12日計画が実行され約250mをタンドラが引っ張って走行した。タンドラの本来の牽引能力は1万ポンド（約4.5トン）だが、エンデバーは、機体単体重量の約15万ポンド（68トン）に加え、トレーラーなどを含めると総重量は30万ポンド（約136トン）というサイズだった。
トヨタは、この日より前からカリフォルニア科学センターとスポンサー契約を結んでおりタンドラが使用されることとなった。